# دوني والبيرغ
دوني والبيرغ (بالإنجليزية: Donny Wahlberg)مغني وممثل أمريكي من مواليد 17 أغسطس 1969 عضو فريق نيو كيدز أون دا بلوك، وأخ المغني والممثل مارك والبيرغ.
الثمثيل
مثل في فيلم dead silence ومثل فيل سلسلة أفلام الرعب منشار الجزء الثاني والجزء الثالث بدور (المحقق اريك ماثيوس) والرابع كان كضحية
من ألعاب جيغسو ومات في آخر الجزء الرابع عن طريق صديقه (ريج) بالخطأ وكان ريج أيضا أحد ضحايا جيغسو.

## روابط خارجية
- دوني والبيرغ على موقع IMDb (الإنجليزية)
- دوني والبيرغ على موقع الموسوعة البريطانية (الإنجليزية)
- دوني والبيرغ على موقع ألو سيني (الفرنسية)
- دوني والبيرغ على موقع ميوزك برينز (الإنجليزية)
- دوني والبيرغ على موقع تيرنر كلاسيك موفيز (الإنجليزية)
- دوني والبيرغ على موقع أول موفي (الإنجليزية)
- دوني والبيرغ على موقع قاعدة بيانات الأفلام السويدية (السويدية)
- دوني والبيرغ على موقع إن إن دي بي (الإنجليزية)
- دوني والبيرغ على موقع ديسكوغز (الإنجليزية)
- دوني والبيرغ على موقع قاعدة بيانات الفيلم (الإنجليزية)